# Kaloča
Kaloča (madžarsko Kalocsa) je mesto na Madžarskem, ki upravno spada pod podregijo Kaloča Županije Bács-Kiskun.
Znana je tudi kot "svetovna prestolnica paprike"
in zgodovinsko kot sedež ene od dveh madžarskih rimskokatoliških metropolij (poleg Ostrogona oz. Esztergoma), v katero je včasih, poleg polovice Ogrske, spadala tudi celotna panonska Hrvaška oz. Slavonija z Zagrebom kot škofijskim sedežem. 
Tu se nahaja tudi Letališče Kalocsa.